# 薩拉曼卡島路公園

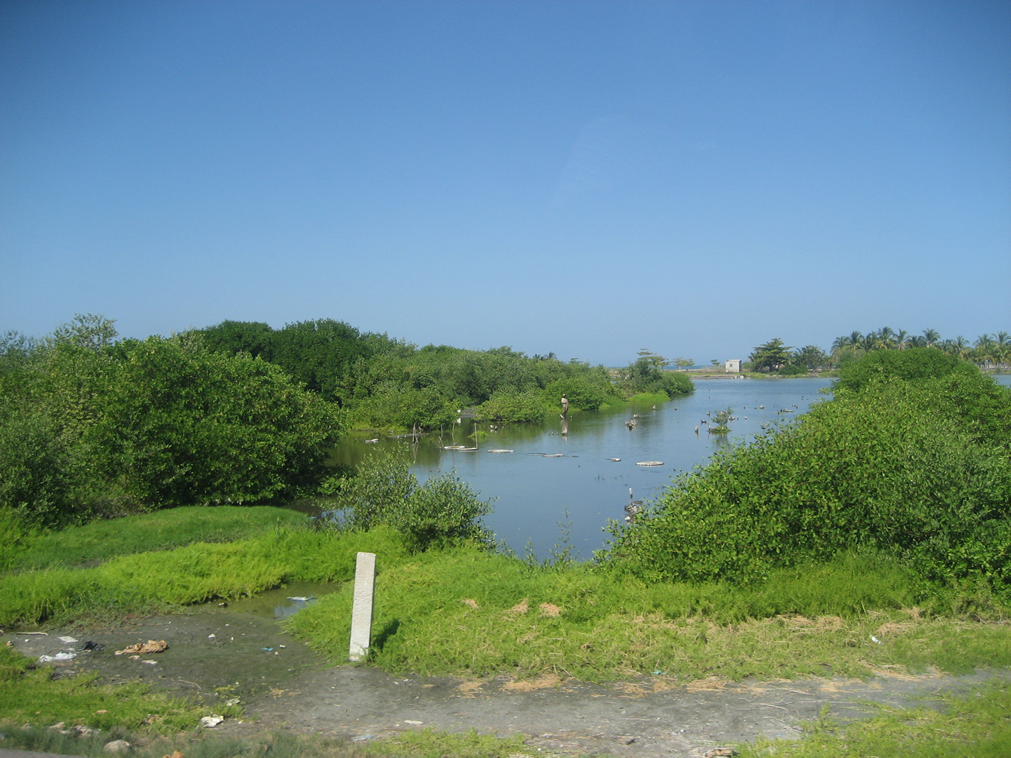

薩拉曼卡島路公園（西班牙語：Vía Parque Isla de Salamanca）是哥倫比亞的國家公園，位於該國北部馬格達萊納省，處於巴蘭基亞東部，成立於1964年，面積562平方公里，紅樹林地區佔三分之一面積。